# クリティカル・マス (社会運動)

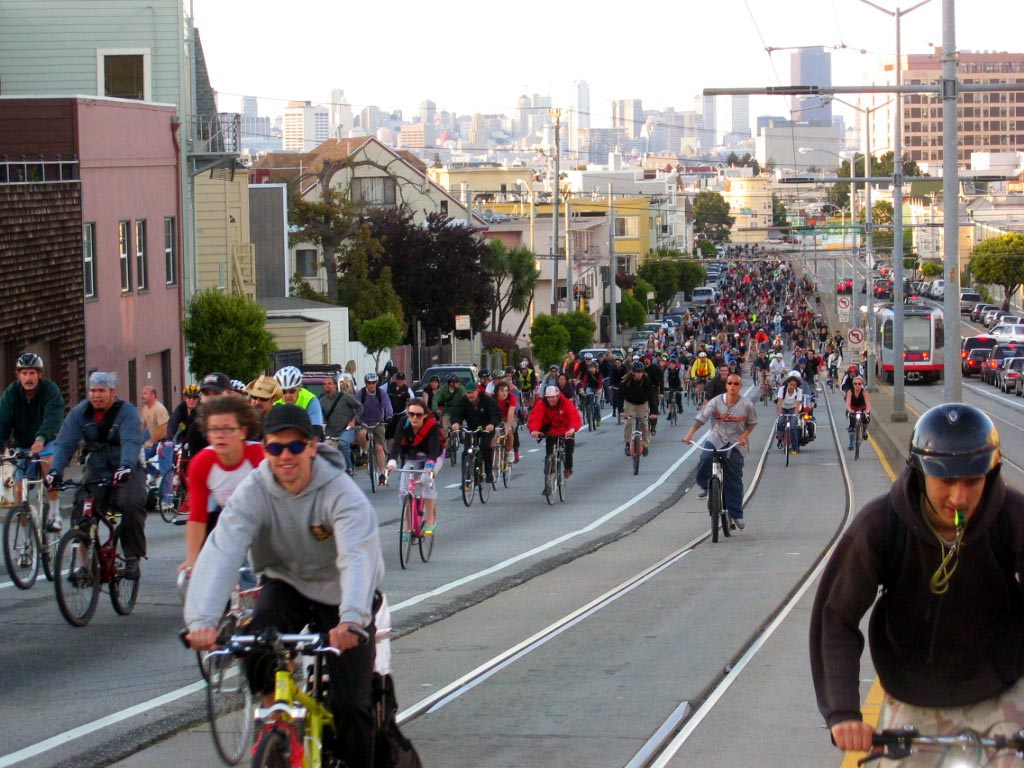
サンフランシスコで2005年4月29日（金曜日）に行われたクリティカル・マス

クリティカル・マス（クリテカル マス）は、多数の自転車利用者が週末に一緒に走り、自転車に優しいまちづくりをアピールするねらいがある。1992年にサンフランシスコで始まり、現在は世界各地へと広がっている。

## 背景
最も典型的なクリティカル・マスは、金曜日の夕方や土曜日に、大量のサイクリストが都心を一緒に走り回り、自転車に優しいまちづくりを求める動きである。自動車乱用による公害である大気汚染、公害、騒音、振動、悪臭や渋滞による救急車や警察車両など到着遅延が深刻な問題となる中、自転車のエコロジー的な長所をアピールし、ベルを鳴らしたり、カラフルな服装をする場合もある。ニューヨークなどの大都市では、月に1回定期的に行われていることもある。主催者が組織的に参加を募る場合もあるが、どちらかというと自発的に集まって行う場合が多く、「発生する」と表現される。
このような動きは1970年代からあったと言われているが、現在の形のものは、サンフランシスコで1992年9月25日（金曜日）の午後6時に開始されたものが初めてである。

## 現状
クリティカル・マスは、世界各地に広がると共に、自転車利用以外の問題に関しても発生している。日本にも、自転車に優しいまちづくりを求めて定期的に行っている例がある。また、反原発などをテーマに集まるクリティカル・マスもある。